# 拉贾凯迪
拉贾凯迪（Rajakhedi），是印度中央邦Sagar县的一个城镇。总人口19023（2001年）。

## 人口
该地2001年总人口19023人，其中男性10024人，女性8999人；0—6岁人口2847人，其中男1531人，女1316人；识字率73.27%，其中男性为79.31%，女性为66.55%。